# Черніков Олександр Юрійович
Олекса́ндр Ю́рійович Че́рніков (нар. 1 листопада 1984 — пом. 22 січня 2015) — солдат Збройних сил України, учасник російсько-української війни. Один із «кіборгів».

## Життєпис
2007 року закінчив факультет систем і засобів масової комунікації Дніпропетровського національного університету, отримав кваліфікацію спеціаліста з міжнародної інформації та перекладача.
Працював репортером на дніпропетровському «9 каналі», із колегами робив «Губернські Хроніки» — програма розслідувань. 2008 року добровольцем прийшов у військкомат, служив у десантних військах, в 25-й бригаді. По тому працював у ЗМІ — nctv.in.ua, «Резонанс ТВ», «Приват ТБ Дніпро», газеті «The Kyiv Times».
У березні 2014-го мобілізований, військовослужбовець 9-ї роти 25-ї окремої повітрянодесантної Дніпропетровської бригади.
Загинув 22 січня 2015-го у бою поблизу міста Авдіївки. Тоді ж загинули старший сержант Олександр Чумаченко, молодший сержант Микола Закарлюка, старші солдати Олексій Жадан, Микола Кучер та Андрій Стародуб, солдат Андрій Ткач.
Без Олександра лишились молода дружина та донька — народилася вже після того, як Олександр пішов на фронт. Доню Олександр Черніков бачив кілька разів під час коротких відпусток .
Похований на Сурсько-Литовському кладовищі міста Дніпро.

## Нагороди та вшанування
- Указом Президента України № 270/2015 від 15 травня 2015 року, «за особисту мужність і високий професіоналізм, виявлені у захисті державного суверенітету та територіальної цілісності України, вірність військовій присязі», нагороджений орденом «За мужність» III ступеня (посмертно)[3].
- Указом № 20 від 3 грудня 2016 р. нагороджений відзнакою «Народний Герой України» (посмертно)[4].
- У листопаді 2015 року на честь Олександра Чернікова перейменовано вулицю у Дніпрі (колишня назва — Красночечелівська вулиця).
- Пам'ять про Олександра увічнено на «Стіні Героїв» у приміщенні Дніпровського національного університету ім. Олеся Гончара.
- Посмертно нагороджено найвищою відзнакою університету — медаллю «За вірну службу ДНУ».
- Вшановується в меморіальному комплексі «Зала пам'яті», в щоденному ранковому церемоніалі 22 січня[5][6].